# USS Louisville (CA-28)
O USS Louisville foi um cruzador pesado operado pela Marinha dos Estados Unidos e a terceira embarcação da Classe Northampton, depois do USS Northampton e USS Chester, e seguido pelo USS Chicago, USS Houston e USS Augusta. Sua construção começou em julho de 1928 no Estaleiro Naval de Puget Sound em Washington e foi lançado ao mar em setembro de 1930, sendo comissionado na frota norte-americana em janeiro do ano seguinte. Era armado com uma bateria principal composta por nove canhões de 203 milímetros montados em três torres de artilharia triplas, tinha um deslocamento carregado de mais de onze mil toneladas e alcançava uma velocidade máxima de 32 nós.
O Louisville passou a maior parte de sua carreira em tempos de paz atuando no Oceano Pacífico, ocupando-se na maior parte do tempo de exercícios de rotina junto com o resto da frota norte-americana. Ele operou principalmente a partir do litoral da Califórnia, mas também em algumas ocasiões fez viagens para Pearl Harbor, no Havaí, e também para o Alasca. Em 1938 fez uma viagem internacional para a Samoa Ocidental, Austrália e Taiti, enquanto no ano seguinte viajou para o Brasil e então para a África do Sul. Ele retornou para casa após a Segunda Guerra Mundial já ter começado e também transportando uma grande quantidade de ouro britânico para ser depositado em Nova Iorque.
Os Estados Unidos entraram na guerra em 1941 e o navio inicialmente foi escolta de porta-aviões e comboios na Guerra do Pacífico. No início de 1943 participou da Batalha da Ilha Rennell e depois disso deu suporte para operações na Campanha das Ilhas Aleutas. Em seguida se envolveu em diversas ações nas Campanha das Ilhas Gilbert e Marshall, Ilhas Marianas e Palau e Filipinas, incluindo as Batalhas de Kwajalein, Saipã, Guam e Golfo de Leyte. Foi seriamente danificado por um kamikaze nesta última, mas voltou ao serviço em tempo da Batalha de Okinawa, quando foi atingido por outro kamikaze. Foi descomissionado depois da guerra em junho de 1946 e desmontado em 1959.